# Wharton (Nouvelle-Écosse)
Pour les articles homonymes, voir Wharton.
Wharton est une communauté rurale du comté de Cumberland en Nouvelle-Écosse au Canada. 

## Annexe